# Prêtre communaliste
Un prêtre communaliste ou prêtre filleul est membre d'une communauté de prêtres filleuls, encore appelés enfants prêtres. Ces communautés étaient propres aux diocèses de Limoges, Saint-Flour, Le Puy et Clermont. Elles remontent au XIIIe siècle et ont cessé d'exister au début du XIXe siècle.
Les prêtres filleuls venaient essentiellement de la paysannerie locale car pour avoir le droit de faire partie de ces communautés, le filleul devait être «né et rené», c'est-à-dire né et baptisé, dans la paroisse. 
L'origine populaire des filleuls faisait que certains étaient analphabètes et ne pouvaient même pas signer. Ils n'étaient pas des prêtres à part entière. En effet ils ne pouvaient pas administrer les sacrements. 
Leur rôle dans l'Église était de participer aux cérémonies religieuses par leur chant, mais surtout, ils devaient  dire les messes pour les morts, conformément aux dispositions testamentaires des donateurs à l'église.